# (4996) Veisberg
(4996) Veisberg ist ein Asteroid des mittleren Hauptgürtels, der von der sowjetischen Astronomin Ljudmyla Karatschkina am 11. August 1986 am Krim-Observatorium in Nautschnyj (IAU-Code 095) entdeckt wurde. Sichtungen des Asteroiden hatte es am Krim-Observatorium in Nautschnyj vorher schon gegeben: am 4. Oktober 1978 unter der vorläufigen Bezeichnung 1978 TJ4 und am 2. November 1978 (1978 VJ12).
Der mittlere Durchmesser des Asteroiden wurde mit 5,735 (±0,191) km berechnet.
Nach der SMASS-Klassifikation (Small Main-Belt Asteroid Spectroscopic Survey) wurde bei einer spektroskopischen Untersuchung von Gianluca Masi, Sergio Foglia und Richard P. Binzel bei (4996) Veisberg von einer hellen Oberfläche ausgegangen, es könnte sich also, grob gesehen, um einen S-Asteroiden handeln. Die Rotationsperiode von (4996) Veisberg wurde unter anderem 2015 von Adam Waszczak, Chan-Kao Chang, Eran Ofek et al. untersucht. Die Lichtkurve reichte jedoch nicht zu einer Bestimmung aus.
(4996) Veisberg wurde am 4. Juni 1999 nach dem russischen Maler Wladimir Grigorjewitsch Weisberg (1924–1985) benannt.